# Processo de McKean–Vlasov
Em teoria das probabilidades, um processo de McKean–Vlasov é um processo estocástico descrito por uma equação diferencial estocástica em que os coeficientes de difusão dependem da distribuição da própria solução. As equação são um modelo para a equação de Vlasov e foram estudadas pela primeira vez pelo matemático norte-americano Henry McKean em 1966.